# Coleophora argyrella
Coleophora argyrella é uma espécie de mariposa do gênero Coleophora pertencente à família Coleophoridae.